# Epitranus salinae
Epitranus salinae är en stekelart som beskrevs av T.C. Narendran 1989. Epitranus salinae ingår i släktet Epitranus och familjen bredlårsteklar. Inga underarter finns listade i Catalogue of Life.